# 比利亚塞科德洛斯雷埃斯
比利亚塞科德洛斯雷埃斯，是西班牙卡斯蒂利亚-莱昂萨拉曼卡省的一个市镇。 总面积136平方公里，总人口420人（2001年），人口密度3人/平方公里。